# Festival do Wartburg
|                              |  |  |
| Festival do Wartburg de 1817 |  |  |

O Festival do Wartburg (Wartburgfest) foi realizado em 18 de outubro de 1817 no Castelo de Wartburg, perto de Eisenach (Turíngia), onde Martinho Lutero traduziu a Bíblia. O local é um símbolo do nacionalismo alemão. O festival foi organizado pela primeira Burschenschaft, composta por antigos combatentes das guerras contra Napoleão Bonaparte que estudavam na Universidade de Jena. Um dos principais eventos do Festival do Wartburg foi uma fogueira de obras literárias de reacionários e napoleônicos, entre os quais August von Kotzebue, que foi brutalmente assassinado em 1819 por Karl Ludwig Sand, sorteado em sessão da Burschenschaft para essa missão e que confessou ter executado o crime conforme as determinações da seita.